# Magnetostrikcija
Magnetostrikcija je lastnost feromagnetnih materialov da spreminjajo obliko med magnetizacijo.
Pogosto se uporablja magnetostrikcijski ultrazvočni pretvornik iz nikljeve (vanadij, feriti) pločevine (kristala) z navitjem. Debelina kristala je odvisna od stopnje magnetizacije, to je od jakosti toka (oziroma od električne napetosti), ki magneti kristal. Pri izmenični visokofrekvenčni napetosti se stopnja magnetizacije in s tem debelina kristala izmenično spreminjata, kristal izmenično »diha« in oddaja visokofrekvenčni ultrazvok. O magnetostrikciji govorimo tedaj, kadar feromagnetni materiali spreminjajo svoje razsežnosti (se deformirajo) zaradi spreminjajočega se magnetnega polja v njihovi notranjosti (1 cm dolga palica iz niklja lahko na primer niha s frekvenco 237 kHz).  Da bi zmanjšali toplotne izgube, ki nastanejo zaradi vrtinčnih tokov, jedra niso masivna, temveč sestavljena iz med seboj izoliranih nikljevih listov debeline 0,1 do 0,3 mm. Na zunaj je tak pretvornik zelo podoben transformatorju.
Z magnetostrikcijo dosežemo frekvence do 250 kHz, za običajno uporabo pa imamo takšen ultrazvočni oddajnik le za frekvence pod 60 kHz. Tovrstni izvori ultrazvoka imajo precejšnjo moč, od nekaj 100 W do 2 kW, z gostoto energijskega toka do 100 W na cm2 površine izvora. Zaradi velikih izgub ultrazvočnega valovanja v zraku nameščamo pretvornike v tekočino.